# یارسدورف
یارسدورف (به آلمانی: Jahrsdorf) یک شهر در آلمان است که در Mittelholstein واقع شده‌است.
 یارسدورف  ۲۴۷ نفر جمعیت دارد.